# ゴースト (マーベル・コミック)
ゴースト（Ghost）は、マーベル・コミックが出版するアメリカン・コミックスに登場するキャラクターである。

## 発行履歴
デイヴィッド・ミッチェリーニとボブ・レイトンによって創造されたゴーストは、『アイアンマン』第219号（1987年6月）に初登場した。アイアンマンの敵としてデビューし、“サンダーボルツ”のメンバーとしても活躍した。

## キャラクター経歴
ゴーストの正体はほとんど知られていない。本人はかつてIT研究者であり、企業の貪欲さが現在の自分を生んだと主張する彼は、高度な技術と監視を扱う人々に最も興味を持ち、抑圧的と見なしている様々な政治・経済機関を転覆しようとする反資本主義の破壊者である。彼は時々、利害関係が一致したノーマン・オズボーンの“サンダーボルツ”などの勢力にも雇われた。

### オリジン
ゴーストとなる本名不明の内向的な青年は、かつて新興IT会社“オムニサピエント”でプログラマー兼エンジニアとして働いていた。彼は自らの技術力と天才的な知性で開発した非実体化を可能にするプロセッサ“ゴーストテック” によって取締役会を感動させると、社内でのランクを上げ同社の旗艦プロジェクトを引き受けた。会社の株価は急騰したものの、取締役会に依存された青年は疲れ果て、退職を決めると、魅力的な同僚女性との関係を始めた。これまで以上に幸せな時間を過ごせたものの、自宅で起きた謎の爆発によって彼女を失ってしまう。落ち込んだ青年は、更に仕事に没頭するようになり、開発したプロセッサと自身の意識をコンピュータと連結させることに成功すると、恋人が実は自分を喜ばせるために取締役会に雇われた人物であり、このことをバラしてほしくなければ報酬を上げるよう取締役会を脅迫した結果、殺し屋に始末されたことを知った。この件に関して復讐を誓った彼はゴーストとなり、取締役会たちを次々に殺害。それだけでは気が収まらず、彼はその後も反企業活動をするようになった。

### アキュテック・マージャー
この後ゴーストは、“ロクソン・オイル・コーポレーション”の主要幹部であるキャリントン・パックスに雇われ、ライバル企業の“アキュテック社”を倒産に追い込むため破壊活動に出た。パックスたちロクソン社の他の幹部が差し向けたスパイマスターを返り討ちにしたゴーストは、アキュテック社を買収したトニー・スターク/アイアンマンこそが企業文明を代表する人物だと確信してスタークと対峙。激しい戦闘の末、“ベータ粒子発生器”によるスタークの罠に嵌って追い詰められると、しかし装置から発生した電撃によって黒焦げとなり敗北した。

### アンホーリー・ゴースト
次にゴーストは、ジャスティン・ハマーが所有するイタリアの会社“エレクトロニカ・ファブリジ”に狙いを定めた。ハマーとスタークがゴースト打倒のために手を組み、ブラックラッシュ、ブリザード、ブーメランも加えるが、ハマーのチームはスタークを裏切り、両方の敵を追い払おうと計画。彼らとの戦いの末にゴーストは、エレクトロニカ・ファブリジの破壊に成功した。
ゴーストは次にキングピンに雇われ、合成ヴィブラニウムを作成するための新しいロクソン・プロセスを盗み、スパイダーマンとブラックパンサーと戦った。
また、ゴーストはサンチュリオンやウルトロンには連敗した。

## 能力・装備
ゴーストは優れた戦術家、発明家、ハッカーとしての頭脳を有しており、まず敵との直接的な対峙を完全に避け、偽装と待ち伏せ戦術を発案して用いることを好む。
ゴーストが自らのテクノロジーを注ぎ込んでデザインし着用するバトルスーツは、ヘルメット内のサイバネティック回路を通じた偏極電子のコントロールにより、彼自身の姿と彼が触れる物体のクローキング・非実体化を可能にし、探知機にも反応されない。スーツに搭載されたデバイスは、ゴーストの周囲のあらゆる電子システムをハッキングして再プログラムし、電磁信号を傍受、改ざん、または打ち消すこともできる。
ゴーストはまた、エレクトリックバーストや脳震盪を誘発させる特殊銃を発明し、焼夷弾、手榴弾、音響爆弾を含むハイテク兵器を保管する大規模な武器庫も所有している。

## その他のバージョン
『アルティメット・マーベル』バージョンのゴーストは、『Ultimate Comics: Armor Wars』第1号で紹介され、トニー・スタークの隠れ家の1つに忍び込み、窃盗行為を行った。

## MCU版
『マーベル・シネマティック・ユニバース』（MCU）では、エイヴァ・スター / ゴースト（Ava Starr / Ghost）という女性のキャラクターとなり、ハナ・ジョン＝カーメンが演じる。日本語吹替は田中理恵が担当する。

### キャラクター像
エライアス・スターとキャサリン・スターの一人娘。6歳の頃に父が起こした“量子トンネル”の暴走事故に巻き込まれ両親を喪い、全身が“量子フェージング”状態となってしまった。
事故の後、“S.H.I.E.L.D.”に保護されると、自身の治療と引き換えに物品の奪取やスパイに暗殺までを遂行するステルス秘密工作員として活動を強いられ、組織に兵器として利用され続けていた。S.H.I.E.L.D.崩壊後はビル・フォスターに引き取られた。
妖しい笑みを浮かべながら相手を威嚇したり、用意周到な策から、力尽く且つ人道外れた手段まで用いようとするなど、苛烈な女性だが、その行動原理は必死に生き続けたいと強く願う想いから来るものであり、徹底した邪な心の持ち主というわけではない。

### 能力
量子フェージング能力と、S.H.I.E.L.D.時代に仕込まれた格闘技やビークルの操縦技術など秘密工作員としての各技能によって、優れた戦闘能力を発揮する。しかし、スコット・ラング/アントマンやホープ・ヴァン・ダイン/ワスプと1対1の攻防でも拮抗したり若干押され気味になることもあるため、その実力は圧倒的とは言い切れない。
量子フェージング能力
全身の細胞が分離と収束を繰り返す体質であることから、幽霊の如くあらゆる物質をすり抜けられる特殊能力。普段から左右・斜めに動く自身の姿が互いに重なり合ったかのような動作と揺れ動く残像を見せる一方で、全身の分子の結合力が弱く、エイヴァは絶え間ない苦痛にも襲われている。

### ツール
ゴースト・スーツ（Ghost Suit）
かつてS.H.I.E.L.D.が、エイヴァのために開発した特殊ボディスーツ。グレー系のカラーが特徴で、着用者の重要な臓器を安定させるチェンバー（胸部）や、スワイプ式コントローラー（前腕部）、フェーズ・シフティング緩衝パネル（両大腿部）がそれぞれ搭載された本体部と、赤く発光し、フェーズ・シフティング中の視界をサポートする5つの目が付いた不気味なマスク、頭部のヘルメット、フードで構成される。
エイヴァはS.H.I.E.L.D.に属していた頃からこれを着用することで、自らの制御困難な量子フェージング能力の安定化・制御と、能力の反動による絶え間ない痛みを軽減しつつ、S.H.I.E.L.D.の暗殺任務などの活動に当たっていた。そして現代でも外界で行動する際にこのスーツを着用し、その外観とエイヴァ自身の能力から、スコットたちからエイヴァは“ゴースト”と呼称される。
現在のところ、このほかの専用のツールは所有していないが、ソニー・バーチの一味が運用していたトライアンフ・スラクストン Rの1台を奪取してカーチェイスに参戦したこともある。

### 描写
『アントマン&ワスプ』
本作で『MCU』初登場。
ビルが作った“特殊チェンバー”で休眠しながら身体のフェージングを抑制する日々を送っていたものの、体質は根本的に治療される訳ではないため、現在のところ寿命が2〜3週間ほどとなっており、自身の治療法を模索しながらも、切羽詰まっていた。そこでハンク・ピムの研究を知り、“量子世界”に治療の手がかりがあると考え、量子世界のジャネット・ヴァン・ダインからエネルギーを得るためにピムたちが所有する“モバイル研究所”を奪取しようと企む。
ホープとソニー・バーチらが“量子スタビライザー”を巡って乱闘していた“ウィ”に姿を現すと、ホープや彼女に加勢したスコットと対戦し撃退されるが、ピムを襲って研究所とスタビライザーの奪取に成功。後に自宅のチェンバーで休眠していたところにやって来たピム父娘やスコットを捕らえ、ビルと共に自身の境遇を明かし、ジャネットからエネルギーを抽出する手伝いを迫るが、ピムの作戦に嵌って彼らの離脱と研究所奪還を許してしまった。
スコットたちを誘き寄せるためにキャシー・ラングを利用するという案をビルに拒否されると、代わりにスコットの親友であるルイスたちの下に赴き、バーチらに尋問されていた彼がスコットたちの居場所を聞き出すと、FBIが押収しようとした研究所を再び奪うことに成功。研究所内の“量子トンネル”を使って治療に取り掛かろうとするものの、駆け付けたピム父娘とスコットの反撃で失敗し、またしても研究所を奪還された。
クライマックスでは、スコットたちとバーチの一味によるカーチェイスに乱入し、ルイスが持っていた研究所のリモコンを取り上げ、研究所と量子トンネルを三度手にし、ビルの制止も跳ね除け、量子世界からピムと共に帰還途中だったジャネットからエネルギーを抽出し始めたが、スコットとホープに阻止された。帰還したジャネットの心遣いと能力により症状が緩和されて感謝を示すと、現地に出動してきた地元警察に捕まらないようビルに1人で逃げるように進言するが、彼の決意を受けて、ビルと共に逃亡生活へ出ることを決意する。
2024年現在、『アントマン&ワスプ』 以外の作品には登場していないが、2025年5月2日公開予定の映画『サンダーボルツ*』に登場すること発表されている。

## その他のメディア

### テレビアニメ
- 1995年の『アイアンマン』のエピソード『アーマーウォーズ、パート1』にカメオ出演し、同時にジェニファー・ヘイル、ジェイミー・ホートン、トム・ケインが同時に声をあてた。彼はアイアンマンのアーマーのデザインを盗むためにジャスティン・ハマーに雇われた。
- 『アイアンマン ザ・アドベンチャーズ』では知的な傭兵として登場。マイケル・ドブソンが声をあてた。
- 『アベンジャーズ・アッセンブル』では、フェーズ能力を持つインヒューマンズとして登場し、ジム・カミングスが声をあてた。
- 『マーベル スパイダーマン』シーズン1の第8話『スターク・エキスポ』においては、元スターク・インダストリーズの従業員として登場し、ジム・カミングスが声をあてた。

### ゲーム
- PSPとWiiの『アイアンマン2』ではボスキャラクターとして登場し、スティーヴン・ブルームが声をあてた。
- 『Marvel Heroes』ではフィル・バックマンが声をあてた。
- 『Marvel: Avengers Alliance 2』にも登場した。
- 『マーベルアイアンマン VR』には、ゴーストの女性版が登場し、シャンテル・バリーが声をあてた。
- 『LEGO マーベル スーパー・ヒーローズ 2 ザ・ゲーム』においては、MCU版ゴーストがプレイ可能なDLC追加キャラクターとして登場する。

### モーションコミック
『スパイダーウーマン』においては、ジェシー・ファルコンが声をあてた。